# UCI-BMX-Racing-Weltcup 1999
Beim UCI-BMX-Racing-Weltcup 1999 wurden durch die Union Cycliste Internationale die Weltcupsieger im BMX-Rennsport ermittelt.

## Ablauf
Der Weltcup 1999 fand nach einem neuen Modus statt, der während des Vorjahrs vom UCI-Management-Komitee beschlossen worden war. Um den Fahrern Reisekosten zu sparen, wurden die drei Läufe auf drei Kontinenten organisiert, bei denen sich die Fahrer für ein Finale qualifizieren konnten. Die drei Qualifikations-Läufe waren wie folgt:
- Orlando: 9. April
- Doetinchem: 8. und 9. Mai
- Penrith: 30. Mai

Im Finale wurden die Gesamtsieger ermittelt. Das Finale wurde an einem Tag ausgefahren, an ihm nahmen 32 Männer, jeweils 16 Frauen und Junioren sowie 8 Juniorinnen teil. Die UCI beklagte, dass trotz des geänderten Modus etliche Fahrer dem Finale fernblieben.
- Petit-Couronne: 18. Juli

## Männer
Qualifikation
| # | Datum    | Ort        | Erster            | Zweiter            | Dritter           |
| - | -------- | ---------- | ----------------- | ------------------ | ----------------- |
| 1 | 9. April | Orlando    | Robert MacPherson | Randy Stumpfhauser | Robbie Miranda    |
| 2 | 9. Mai   | Doetinchem | Robert de Wilde   | Roy van Leur       | Sébastien Paradis |
| 3 | 30. Mai  | Penrith    | Luke Madill       | Darren Hawkins     | Sean Dwight       |

Finale
| Platz | Name              | Zeit (s) |
| ----- | ----------------- | -------- |
| 1     | Robert de Wilde   | 38,064   |
| 2     | Joachim Enault    | 38,258   |
| 3     | Jason Richardson  | 38,480   |
| 4     | Sébastien Paradis | 38,790   |
| 5     | Steve Veltman     | 38,876   |
| 6     | Thierry Fouilleul | 38,925   |
| 7     | Carmine Falco     | 38,946   |
| 8     | Dennis Wissink    | 39,280   |

## Frauen
Qualifikation
| # | Datum    | Ort        | Erste             | Zweite           | Dritte          |
| - | -------- | ---------- | ----------------- | ---------------- | --------------- |
| 1 | 9. April | Orlando    | Michelle Cairns   | Marie McGilvary  | Jill Kintner    |
| 2 | 9. Mai   | Doetinchem | Natarsha Williams | Dagmara Poláková | Ellen Bollansee |
| 3 | 30. Mai  | Penrith    | Tanya Bailey      | Heidi Kempshall  | Kylie Patroni   |

Finale
| Platz | Name               | Zeit (s) |
| ----- | ------------------ | -------- |
| 1     | Natarsha Williams  | 44,033   |
| 2     | Dagmara Poláková   | 45,052   |
| 3     | Rianne Busschers   | 45,192   |
| 4     | Tatjana Schocher   | 45,621   |
| 5     | Audrey Pichol      | 45,755   |
| 6     | Karine Chambonneau | 46,475   |
| 7     | Ellen Bollansee    | 46,817   |
| 8     | Sanna Ohlsson      | 47,131   |

## Junioren
Qualifikation
| # | Datum    | Ort        | Erster           | Zweiter       | Dritter         |
| - | -------- | ---------- | ---------------- | ------------- | --------------- |
| 1 | 9. April | Orlando    | Stephen Larrade  | Dusty Means   | Xavier Aumaitre |
| 2 | 9. Mai   | Doetinchem | Milan Krebs      | Michal Prokop | Kelvin Batey    |
| 3 | 30. Mai  | Penrith    | Michael Robinson | Jamie Gray    | Stuart Curr     |

Finale
| Platz | Name                   | Zeit (s) |
| ----- | ---------------------- | -------- |
| 1     | Jamie Gray             | 39,125   |
| 2     | Milan Krebs            | 39,594   |
| 3     | Michal Prokop          | 39,722   |
| 4     | Quentin Delescluse     | 39,736   |
| 5     | Jonathan Suarez        | 40,155   |
| 6     | Kelvin Batey           | 40,418   |
| 7     | Rob van den Wildenberg | 40,768   |
| 8     | Andrew Presland        | 41,975   |

## Juniorinnen
Qualifikation
| # | Datum    | Ort        | Erste                         | Zweite                        | Dritte                        |
| - | -------- | ---------- | ----------------------------- | ----------------------------- | ----------------------------- |
| 1 | 9. April | Orlando    | kombiniertes Rennen mit Elite | kombiniertes Rennen mit Elite | kombiniertes Rennen mit Elite |
| 2 | 9. Mai   | Doetinchem | Gabriela Maria Diaz           | Elodie Ajinca                 | Simone Dür                    |
| 3 | 30. Mai  | Penrith    | kombiniertes Rennen mit Elite | kombiniertes Rennen mit Elite | kombiniertes Rennen mit Elite |

Finale
| Platz | Name                | Zeit (s) |
| ----- | ------------------- | -------- |
| 1     | Gabriela Maria Diaz | 45,079   |
| 2     | Simone Dür          | 45,401   |
| 3     | Tanya Bailey        | 45,450   |
| 4     | Elodie Ajinca       | 46,904   |
| 5     | Tanya Williams      | 47,632   |
| 6     | Mélanie Desrochers  | 48,260   |
| 7     | Danielle Visser     | 48,304   |
| 8     | Tamara Vakkers      | 50,264   |